# Armando Vera
Armando Andrés Vera Amarilla (Asunción, Paraguay; 4 de febrero de 1993) es un futbolista paraguayo. Juega de guardameta y su equipo actual es el Club Sportivo Carapeguá de la División Intermedia de Paraguay.

## Trayectoria
Debutó el 16 de agosto de 2013, ingresó en reemplazo del Guardameta titular Rodrigo Muñoz, quien se retiró lesionado, en el partido que su equipo Libertad le ganó 2 a 0 al Sp. Carapeguá por la cuarta fecha del Torneo Clausura 2013. Además fue seleccionado para integrar el plantel de la selección paraguaya de la categoría en el Campeonato Sudamericano de Fútbol Sub-20 de 2013, en donde se consagró subcampeón.

## Clubes
| Club              | País     | Año           |
| ----------------- | -------- | ------------- |
| Libertad          | Paraguay | 2013 - 2014   |
| San Lorenzo       | Paraguay | 2015          |
| General Caballero | Paraguay | 2016          |
| Independiente     | Paraguay | 2017-2018     |
| Club River Plate  | Paraguay | 2019-presente |

### Participaciones en Copas Nacionales
| Copa               | País     | Resultado     | Partidos | Goles |
| ------------------ | -------- | ------------- | -------- | ----- |
| Copa Paraguay 2018 | Paraguay | Por confirmar | 0        | 0     |